# Oluwatoyosi Ogunseye
Oluwatoyosi Ogunseye là một biên tập viên, nhà báo người Nigeria và hiện là người đứng đầu các dịch vụ ngôn ngữ (Tây Phi) tại BBC World Service. Cô là cựu biên tập viên Sunday của The Punch Newspaper. Cô cũng là thành viên của Mandela Washington.

## Đầu đời và giáo dục
Ogunseye sinh ra ở Nigeria trong nhóm dân tộc Yoruba. Cô tốt nghiệp Đại học Lagos, nơi cô nhận bằng cử nhân Hóa sinh; Sau đó, cô có bằng tốt nghiệp sau đại học về báo in từ Học viện Báo chí Nigeria. Năm 2010, cô lấy bằng thạc sĩ về Giải trí và Truyền thông của Đại học Pan-Atlantic. Cô hiện đang học Tiến sĩ Chính trị và Quan hệ Quốc tế tại Đại học Leicester, Vương quốc Anh.

## Sự nghiệp
Ogunseye thử sức làm báo khi còn là sinh viên năm thứ hai của khoa Hóa sinh, Đại học Lagos khi Musa Egbemana cho cô viết mãng tin xảy ra ở Đại học Lagos để được đăng trên báo The Sun Newspaper vào thời điểm Femi Adesina là biên tập viên 2004 và đến năm 2007 cô chuyển sang làm cho Báo News Star Newspaper với tư cách là phóng viên cao cấp. Năm 2009, cô gia nhập tờ The Punch Newspaper với tư cách là trợ lý biên tập phụ mãng tin tức và chính trị đến năm 2012. Toyosi là một nhà báo điều tra từ năm 2006, trước khi cô trở thành biên tập viên, cô làm việc cho  Sunday Punch và là phóng viên cao cấp, chuyên về tội phạm ở cả cấp địa phương và quốc tế. Cô là biên tập viên nữ đầu tiên và trẻ nhất tại Punch Newspaper. 

## Giải thưởng
Ogunseye đã giành được hơn 25 giải thưởng truyền thông, bao gồm hạng mục sức khỏe của Giải thưởng Nhà báo Châu Phi của CNN MultiChoice năm 2011 và 2013, Nhà báo Khoa học của Năm 2013 của Nigeria, Giải thưởng Tương lai Châu Phi 2013, Phóng viên thân thiện với trẻ em của, năm Giải thưởng Kim cương cho Truyền thông Xuất sắc (DAME). 